# Cruz Chichiltzi
Cruz Chichiltzi är en ort i Mexiko.   Den ligger i kommunen Ajalpan och delstaten Puebla, i den sydöstra delen av landet, 250 km sydost om huvudstaden Mexico City. Cruz Chichiltzi ligger 2 554 meter över havet och antalet invånare är 179.
Terrängen runt Cruz Chichiltzi är huvudsakligen kuperad, men västerut är den bergig. Runt Cruz Chichiltzi är det ganska tätbefolkat, med 116 invånare per kvadratkilometer. Närmaste större samhälle är Ajalpan, 19,9 km väster om Cruz Chichiltzi. Omgivningarna runt Cruz Chichiltzi är en mosaik av jordbruksmark och naturlig växtlighet.